# Uta Rohländer
Uta Rohländer, verheiratete Fromm (* 30. Juni 1969 in Merseburg) ist eine ehemalige deutsche Leichtathletin und Olympiamedaillengewinnerin, die in den 1990er Jahren zur Weltspitze im 400-Meter-Lauf gehörte. Ihr größter Erfolg ist der Sieg in der 4-mal-400-Meter-Staffel bei den Weltmeisterschaften 1997. 1996 gewann sie Olympiabronze mit der 4-mal-400-Meter-Staffel.

## Erfolge im Einzelnen
- 1987, Junioreneuropameisterschaften (für die DDR startend): Platz 1 im 400-Meter-Lauf (52,46 s); Platz 1 mit der 4-mal-400-Meter-Staffel (3:32,17 min, zusammen mit Stefanie Fabert, Daniela Steinecke und Birte Bruhns)
- 1991, Weltmeisterschaften 1991: Platz 3 mit der 4-mal-400-Meter-Staffel (3:21,25 min, zusammen mit Katrin Krabbe, Christine Wachtel und Grit Breuer)
- 1992, Olympische Spiele: Platz 6 mit der 4-mal-400-Meter-Staffel
- 1994, Europameisterschaften: Platz 3 mit der 4-mal-400-Meter-Staffel (3:24,10 min, zusammen mit Karin Janke, Heike Meißner und Anja Rücker; Uta Rohländer als zweite Läuferin)
- 1995, Weltmeisterschaften: Platz 4 mit der 4-mal-400-Meter-Staffel
- 1996, Olympische Spiele: Platz 3 mit der 4-mal-400-Meter-Staffel (3:21,14 min, zusammen mit Linda Kisabaka, Anja Rücker und Grit Breuer; Uta Rohländer als Startläuferin) Für den Gewinn der Bronzemedaille im 4-mal-400-Meter-Staffellauf erhielt sie, zusammen mit ihren Staffelkameradinnen, vom Bundespräsidenten das Silberne Lorbeerblatt.[1]
- 1997, Weltmeisterschaften: Platz 1 mit der 4-mal-400-Meter-Staffel (3:20,92 min, zusammen mit Anke Feller, Anja Rücker und Grit Breuer; Uta Rohländer als zweite Läuferin)
- 1998: Europameisterschaften: Platz 1 mit der 4-mal-400-Meter-Staffel (3:23,03 min, zusammen mit Anke Feller, Silvia Rieger und Grit Breuer; Uta Rohländer als zweite Läuferin)
- 1999: Weltmeisterschaften: Platz 3 mit der 4-mal-400-Meter-Staffel (3:22,43 min, zusammen mit Anke Feller, Anja Rücker und Grit Breuer; Uta Rohländer als zweite Läuferin)

Uta Rohländer startete für den SV Halle und trainierte bei Harald Werner. In ihrer aktiven Zeit war sie 1,73 m groß und wog 60 kg. Während ihrer Sportlerkarriere studierte sie zunächst Sport und Biologie und machte das Staatsexamen. Danach machte sie den Abschluss als Diplom-Physiotherapeutin (Diplomarbeit: Laufbandanalysen mit Diabetespatienten). Sie war verheiratet mit Alexander Fromm, mit dem sie eine Tochter hat. Fromm ist der Sohn des 800-Meter-Europameisters von 1969, Dieter Fromm.